# 3e cérémonie des Boston Society of Film Critics Awards
La 3e cérémonie des Boston Society of Film Critics Awards, décernés par la Boston Society of Film Critics, a eu lieu le 6 février 1983, et a récompensé les films réalisés en 1982.

## Palmarès

### Meilleur film
- E.T. l'extra-terrestre (E.T. the Extra-Terrestrial)

### Meilleur réalisateur
- Steven Spielberg pour E.T. l'extra-terrestre (E.T. the Extra-Terrestrial)

### Meilleur acteur
- Dustin Hoffman pour le rôle de Michael Dorsey / Dorothy Michaels dans Tootsie

### Meilleure actrice
- Meryl Streep pour le rôle de Zofia "Sophie" Zawistowski dans Le Choix de Sophie (Sophie's Choice)

### Meilleur acteur dans un second rôle
- Mickey Rourke pour le rôle de Robert "Boogie" Sheftell dans Diner

### Meilleure actrice dans un second rôle
- Jessica Lange pour le rôle de Julie Nichols dans Tootsie

### Meilleur scénario
- Diner – Barry Levinson

### Meilleure photographie
- E.T. l'extra-terrestre (E.T. the Extra-Terrestrial) – Allen Daviau

### Meilleur film en langue étrangère
- Trois Frères (Tre fratelli) •  Italie

### Meilleur documentaire
- The Atomic Cafe